# بيتي لو يونغ
بيتي لو يونغ (بالإنجليزية: Betty Lou Young)‏ هي محافظة على الطبيعة أمريكية، ولدت في 18 مايو 1919، وتوفيت في 1 يوليو 2010.